# Andy Caldecott
Andy Caldecott   (Keith, 10 d'agost de 1964 - Mauritània, 9 de gener de 2006) va ser un pilot de motos australià. Va guanyar quatre vegades consecutives el Safari Australià, durant els anys 2001-2004, va ser nomenat com el tercer millor pilot de raids del món el 2003 i va acabar en quarta posició el Campionat del Món de Ral·lis Cross-Country el 2004.
Va participar en el Ral·li Dakar en les edicions de 2004 (va abandonar per una fractura de turmell), 2005 (6è) i 2006, any en què va morir a conseqüència d'un accident durant la novena etapa, quan anava desè.